# Умнедэлгэр
Умнедэлгэр (монг. Өмнөдэлгэр) — сомон аймака Хэнтий в восточной части Монголии. Численность населения по данным 2010 года составила 5 156 человек.
Центр сомона — усадьба Айргийн-энгэр, расположенная в 130 километрах от административного центра аймака — города Ундерхаан и в 270 километрах от столицы страны — Улан-Батора.

## География
Сомон расположен в восточной части Монголии. Граничит с соседними сомонами Батширээт, Биндэр, Жаргалтхаан, Хэрлэн и Цэнхэрмандал, а также с соседними аймаками Сэлэнгэ, Туве и с Российской Федерацией. На территории Умнедэлгэра располагаются горы Их Хэнтий, Дэлгэр Хан, протекают реки Минж, Тэнун, Мурун, Хурх, Барх, Жаргалант.
Из полезных ископаемых в сомоне встречаются золото, олово, свинец, драгоценные камни, железная руда, каменный уголь, строительное сырьё.

## Климат
Климат резко континентальный. Средняя температура января -22-23 градусов, июля +12-18 градусов. Ежегодная норма осадков 300-400мм (в горных районах — до 500 мм).

## Фауна
Животный мир Умнедэлгэра представлен медведями, соболями, оленями, лосями, волками, лисами, корсаками, манулами, зайцами, белками, тарбаганами.

## Инфраструктура
В сомоне есть школа, больница, дома отдыха.

## Примечательные памятники
- На территории Умнедэлгэра установлен памятник Герою Монгольской Народной Республики Хорлоогийну Дамбе[2].